# Dris Yetú
Dris Yetú (en árabe, إدريس جطو, Idrīs Ŷiṭṭū), más conocido por la transcripción francesa Driss Jettou (nacido el 24 de mayo de 1945) fue primer ministro de Marruecos desde el 9 de octubre de 2002 hasta el 19 de septiembre de 2007, en que fue sustituido por Abbas el Fassi.

## Biografía
Cursó los estudios de Ciencias Físicas y Química en Rabat, además de Acondicionamiento y Gestión de Empresas en el Universidad Cordwaires de Londres. En la empresa privada ha ocupado varios puestos directivos, así como ha presidido la Asociación Marroquí de Exportadores.

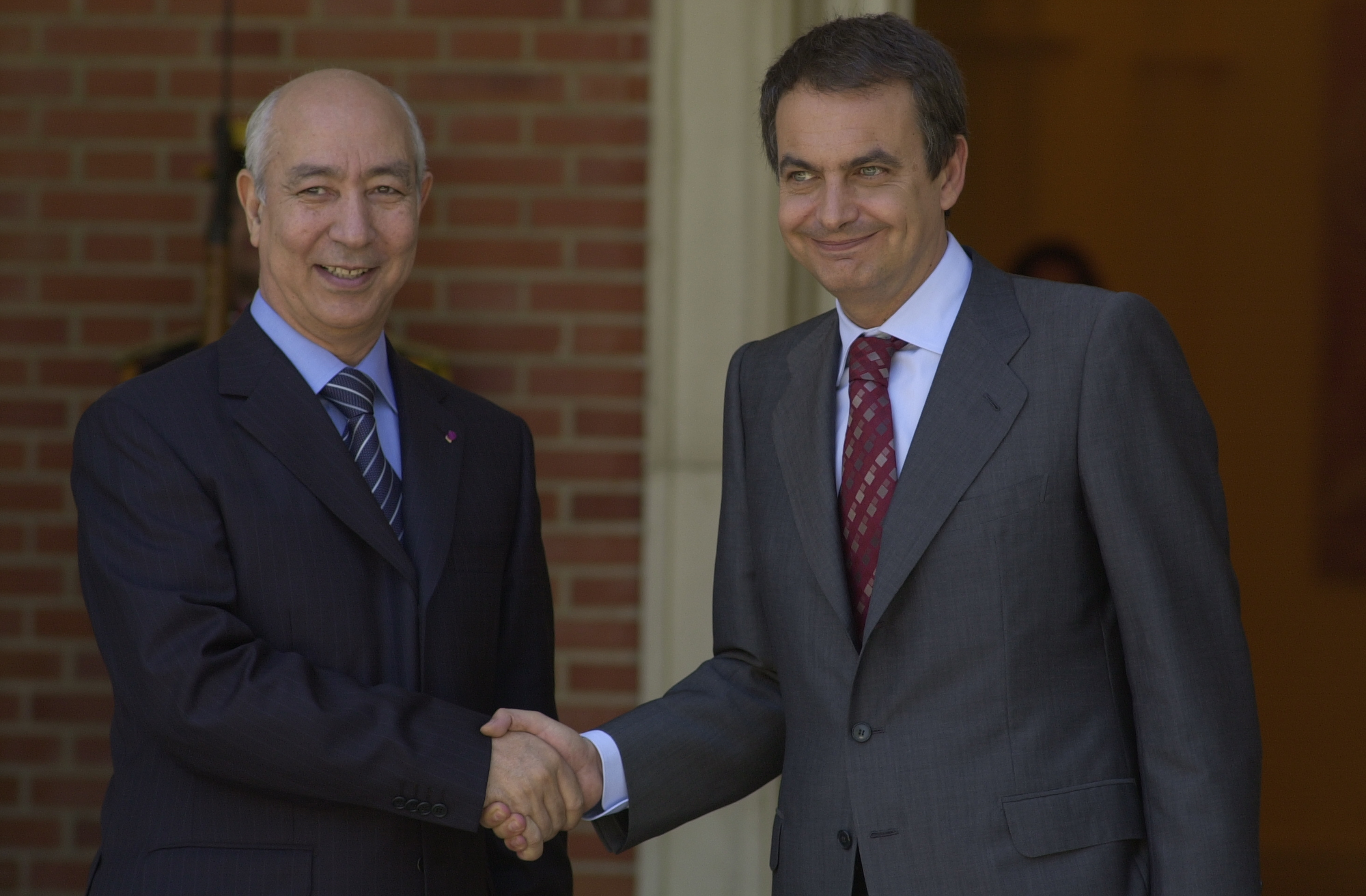
Fotografiado junto con José Luis Rodríguez Zapatero en 2005 en La Moncloa.

En el ámbito público fue ministro de Comercio e Industria de 1993 a 1998. En 2001 fue nombrado ministro del Interior y, en tal condición, envió a un grupo de policías a ocupar el islote español de Perejil en julio de 2002, iniciativa que provocó una grave crisis con España. Después, preparó la celebración de las elecciones generales de 2002. Tras las mismas fue nombrado primer ministro, cargo que ocupó hasta 2007.
El 15 de octubre de 2010 el Gobierno presidido por José Luis Rodríguez Zapatero le concedió la gran cruz de la Orden de Carlos III, que se concede a aquellas personas que se hubiesen destacado especialmente por sus buenas acciones en beneficio de España y la Corona. La concesión del premio levantó gran polémica, al recordar la oposición política en España el incidente de Perejil.